# NGC 4582
NGC 4582 é uma estrela na direção da constelação de Virgo. O objeto foi descoberto pelo astrônomo Sydney Coolidge em 1859, usando um telescópio refrator com abertura de 15 polegadas. 